# جان هاولند
جان هاوْلند (انگلیسی: John Howland؛ ‏ ۳ فوریهٔ ۱۸۷۳ – ۲۰ ژوئن ۱۹۲۶) پزشک متخصص بیماری‌های کودکان اهل ایالات متحده آمریکا بود که بیشتر دوران حرفه‌ای خود را در بیمارستان جانز هاپکینز گذراند که در آنجا نخستین بخش تمام‌وقت اطفال را در ایالات متحده آمریکا تأسیس کرد. جایزه جان هاولند، بالاترین افتخاری که توسط انجمن پزشکان اطفال آمریکا اعطا می‌شود، به نام او نامگذاری شده است.
وی دانش‌آموختهٔ آکادمی فیلیپس اکستر و دانشگاه ییل و عضو محفل مخفی جمجمه و استخوان بود. او در سال ۱۸۹۷ در رشتهٔ پزشکی از مدرسه پزشکی دانشگاه نیویورک فارغ‌التحصیل شد و برای بار دوم در رشته پزشکی در پزشکی وایل کرنل تحصیل کرد و در سال ۱۸۹۹ از آنجا نیز مدرک طبابت گرفت. او بعدها به بیمارستان جانز هاپکینز نقل مکان کرد و در آنجا با تأسیس نخستین بخش تمام‌وقت اطفال در ایالات متحده و نخستین بخش کاملاً علمی-دانشگاهی اطفال در جهان شهرت یافت. در بخش او، تمام اعضای هیئت علمی به‌طور تمام‌وقت کار می‌کردند و باید حداقل نیمی از وقت خود را به پژوهش اختصاص می‌دادند. هاولند پژوهش‌هایی را در مورد راشیتیسم، کزاز و اسهال منتشر کرد. او و ویلیام مک‌کیم ماریوت نشان دادند که اسیدوز در بیماری‌های اسهالی ناشی از دفع بی‌کربنات در مدفوع است نه وجود سم، و با ادواردز ای. پارک ثابت کردند که تتانی ناشی از آلکالوز و هیپوکلسمی است.
او در سال ۱۹۲۶ بر اثر سیروز درگذشت. بسیاری از شاگران او بعدها به افرادی نامدار و برجسته در حوزه‌های تخصصی خود در علوم پزشکی مبدل شدند.